# Флавиньеро
Флавиньеро́ (фр. Flavignerot) — коммуна во Франции, находится в регионе Бургундия. Департамент коммуны — Кот-д’Ор. Входит в состав кантона Дижон 5-й кантон. Округ коммуны — Дижон.
Код INSEE коммуны — 21270.

## Население
Население коммуны на 2010 год составляло 165 человек.
| 1962 | 1968 | 1975 | 1982 | 1990 | 1999 | 2010 |
| ---- | ---- | ---- | ---- | ---- | ---- | ---- |
| 52   | 51   | 72   | 131  | 165  | 153  | 165  |

## Экономика
В 2010 году среди 106 человек трудоспособного возраста (15—64 лет) 86 были экономически активными, 20 — неактивными (показатель активности — 81,1 %, в 1999 году было 79,2 %). Из 86 активных жителей работали 82 человека (41 мужчина и 41 женщина), безработных было 4 (2 мужчин и 2 женщины). Среди 20 неактивных 9 человек были учениками или студентами, 9 — пенсионерами, 2 были неактивными по другим причинам.